# Segunda División de fútbol sala 2012-13
La temporada 2012-13 de Segunda División de fútbol sala fue la 24.ª edición de la Segunda División de la Liga Nacional de Fútbol Sala de España. Comenzó el 22 de septiembre de 2012 y finalizó el 27 de abril de 2017. Se disputó en formato de liga, con una fase regular, que enfrentaba todos contra todos a los 14 equipos participantes. Obtuvo el título de campeón Montesinos Jumilla, ascendiendo a Primera División. Los 2 restantes ascensos debían ser para el ganador de la eliminatoria disputada por los clasificados de la 2.ª a la 4.ª posición y al último de Primera. Finalmente no se disputó el play-off, ascendiendo Castell de Peñíscola-Benicarló y Fuconsa Jaén. El último clasificado descendió a Segunda División B.

## Equipos participantes[1]
| Club                           | Ciudad                 | Comunidad Autónoma   | Pabellón                      |
| ------------------------------ | ---------------------- | -------------------- | ----------------------------- |
| Castell de Peñíscola-Benicarló | Peñíscola              | Comunidad Valenciana | Municipal de Benicarló        |
| Playas de Castellón            | Castellón de la Plana  | Comunidad Valenciana | Ciutat de Castelló            |
| UPV Maristas Valencia          | Valencia               | Comunidad Valenciana | Universitario                 |
| Levante Dominicos              | Valencia               | Comunidad Valenciana | El Cabanyal                   |
| Futsal Cartagena               | Cartagena              | Murcia               | Wssell de Guimbarda           |
| El Pozo Ciudad de Murcia       | Murcia                 | Murcia               | Palacio de Deportes de Murcia |
| Montesinos Jumilla             | Jumilla                | Murcia               | Carlos Garcia Ruiz            |
| UMA Antequera                  | Antequera              | Andalucía            | Fernando Argüelles            |
| Fuconsa Jaén                   | Jaén                   | Andalucía            | La Salobreja                  |
| FC Andorra                     | Andorra La Vieja       | Andorra              | Polideportivo de Andorra      |
| FC Barcelona Alusport "B"      | Barcelona              | Cataluña             | Ciutat Esportiva Joan Gamper  |
| Carnicer Torrejón              | Torrejón de Ardoz      | Comunidad de Madrid  | Jorge Garbajosa               |
| Uruguay Tenerife               | Santa Cruz de Tenerife | Canarias             | Quico Cabrera                 |
| Melilla FS                     | Melilla                | Melilla              | Javier Imbroda Ortiz          |

## Clasificación
| 1 | Montesinos Jumilla             | 54 | 26 | 17 | 3 | 6  |
| 2 | Castell de Peñíscola-Benicarló | 54 | 26 | 17 | 3 | 6  |
| 3 | Carnicer Torrejón              | 48 | 26 | 15 | 3 | 8  |
| 4 | ElPozo Ciudad de Murcia        | 46 | 26 | 13 | 7 | 6  |
| 5 | Fuconsa Jaén                   | 45 | 26 | 14 | 3 | 9  |
| 6 | FC Andorra                     | 40 | 26 | 12 | 4 | 10 |
| 7 | Playas de Castellón            | 39 | 26 | 13 | 2 | 11 |
| 8 | FC Barcelona Alusport "B"      | 38 | 26 | 11 | 5 | 10 |
| 9 | Levante Dominicos              | 35 | 26 | 9  | 8 | 9  |
| 10 | Melilla FS                     | 30 | 26 | 9  | 3 | 14 |
| 11 | UMA Antequera                  | 28 | 26 | 7  | 7 | 12 |
| 12 | Futsal Cartagena               | 24 | 26 | 7  | 3 | 16 |
| 13 | UPV Maristas Valencia          | 24 | 26 | 7  | 3 | 16 |
| 14 | Uruguay Tenerife               | 12 | 26 | 4  | 0 | 22 |
| Fuente: Clasificación de la Segunda División de Fútbol Sala (enlace roto disponible en Internet Archive; véase el historial, la primera versión y la última).; actualización automática |                                |    |    |    |   |    |

## Playoff de ascenso a Primera División
Deberían haber jugado el play-off los equipos clasificados de la 2.ª a la 4.ª posición junto con el último de Primera. Al estar Carnicer Torrejón sancionado por haber renunciado a Primera el año anterior y al ser ElPozo Ciudad de Murcia equipo filial, los equipos que deberían haber jugado la promoción son Castell Peñíscola-Benicarló, Fuconsa Jaén y FC Andorra. Pero el último de Primera (Puertollano) fue expulsado de la competición, y el FC Andorra manifestó su imposibilidad de salir en Primera el año siguiente, con lo cual no se disputó la promoción y ascendieron directamente Castell Peñíscola-Benicarló y Fuconsa Jaén.